# Heiliger Hain der Göttin Osun
Der Heilige Hain der Göttin Osun liegt am Rande der Stadt Oshogbo in Nigeria. Er gilt als Heimstatt von Oshogbos Schutzgottheit Oshun und besteht de facto aus mehreren Hainen, die jeweils einzelnen Gottheiten der Yoruba geweiht sind. Ende der 1950er begann die österreichische Künstlerin Susanne Wenger zusammen mit lokalen Künstlern, den Hain mit neuartigen Skulpturen und Schreinen zu versehen. Seit 2005 gehört er zum UNESCO-Weltkulturerbe.

## Weltkulturerbe
Die UNESCO begründet die Wahl als Weltkulturerbe mit der erfolgreichen Integration des künstlerischen Werkes Susanne Wengers in die Kultur der Yoruba und der darüber erfolgten Revitalisierung der Yoruba-Religion. Wenger kam 1959 nach Oshogbo und begann dort zusammen mit ihrem Ehemann Ulli Beier und dem Yoruba-Dramaturgen Duro Ladipo mit dem Aufbau einer Künstler- und Theatergruppe. Ihr Lebenswerk ist die Neugestaltung des Oshun-Hains als eine Art Architektur-Skulptur-Natur-Gesamtkunstwerk an den Ufern des Flusses Oshun. Anfang des Jahres 2009 verstarb Susanne Wenger im Alter von 94 Jahren in Oshogbo.

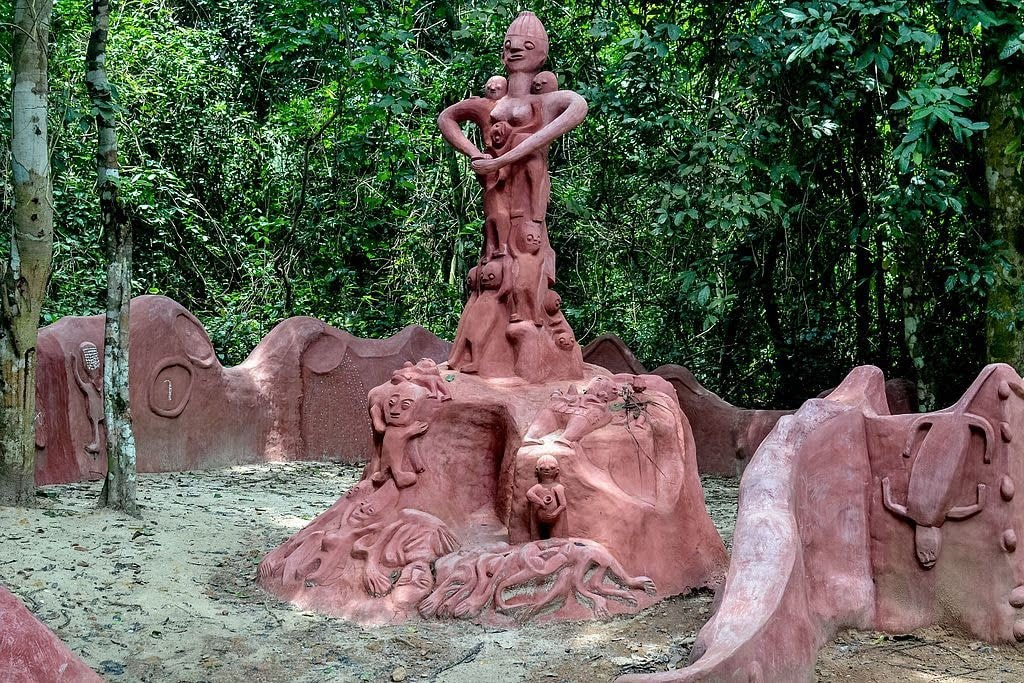